# Bárbara Guimarães
Bárbara Guimarães, nascuda a Lubango (Angola), el 21 d'abril de 1973, és una professional de la televisió portuguesa.

## Biografia
Filla d'un escultor i d'una professora de primària, va abandonar el curs de Relacions Internacionals de la Universidade Lusíada, per tal d'especialitzarse en periodisme. Va debutar a TVI, com a reportera informativa, fet que va ser seguit per la presentació de dos magazines culturals, "Primeira Fila" e "7 ponto 15". Quan va passar a SIC va guanyar popularitat com a "entertainer", tot presentant "Chuva de Estrelas" i "Furor". Va ser a més coautora i presentadora de "Duetos Imprevistos", al costat d'António Vitorino de Almeida. Va passar també per la ràdio, concretament per Antena 1. Quan es crea "SIC Notícias" va tornar als magazines culturals com "Sociedade das Belas-Artes", que va ser seguit per "Oriente" i "Páginas Soltas", ambdós programes d'entrevistes. Des del 2007, es manté com el rostre habitual de la presentació de les edicions anuals dels Globus d'Or i del "Campeonato da Língua Portuguesa", tornant regularment als programes d'entreteniment, així com a SIC. Està casada amb el professor Manuel Maria Carrilho, amb qui té dos fills, Dinis Maria (2004) i Carlota Maria (2010).

## Programes presentats
SIC:
- Chuva de Estrelas
- Furor (1998)
- Duetos imprevistos
- Terceiro Elemento (SIC Noticias)
- Oriente (SIC Noticias)
- Sociedade das Belas-Artes (SIC Noticias)
- Páginas Soltas (SIC Noticias)
- Globos de Ouro
- Exclusivo SIC
- Família Superstar
- Campeonato da Língua Portuguesa
- Natal de Esperança
- Atreve-te a Cantar
- MF - Sarilhos em Casa
- Verdade ou Talvez Não
- Gala de Natal Arredonda
- Portugal Tem Talento

TVI:
- Primeira Fila
- 7 Ponto 15
- Novo Jornal